# Sabine Schiermeyer
Sabine Schiermeyer (* 16. Dezember 1967 in Ostercappeln bei Osnabrück, Niedersachsen) ist eine evangelisch-lutherische Theologin und Regionalbischöfin für den Sprengel Ostfriesland-Ems der Evangelisch-lutherischen Landeskirche Hannovers.

## Leben
Sabine Schiermeyer machte das Abitur in Bad Essen und studierte anschließend evangelische Theologie in Münster und Göttingen. Die Vikariatszeit verbrachte sie in Fallersleben in der Stadt Wolfsburg sowie im Predigerseminar in Hildesheim.
Am 8. Juni 1997 erfolgte ihre Ordination zur Pastorin der Evangelisch-lutherischen Landeskirche Hannovers in Rhode bei Königslutter am Elm. In der dortigen Gemeinde übernahm sie ihre erste Pfarrstelle und wechselte 2002 nach Fallersleben. Anschließend war sie Pastorin in Osnabrück, danach in Banteln bei Gronau (Leine), und von 2014 bis 2021 in Rinteln. Im Jahre 2021 wurde sie zur Superintendentin des Kirchenkreis Stolzenau-Loccum berufen.
Während ihres Berufsweges nahm Sabine Schiermeyer Fortbildungen in den Bereichen Liturgie, Predigtlehre sowie Führung und Leitung wahr. Außerdem war sie Autorin und Sprecherin von Andachten im NDR-Hörfunk.
Im Oktober 2023 wurde Sabine Schiermeyer vom Personalausschuss der Landeskirche Amt der Regionalbischöfin für den Sprengel Ostfriesland-Ems ernannt, das in der Regel auf zehn Jahre angesetzt ist. Sitz des Sprengels ist die Stadt Emden, deren Martin-Luther-Kirche die regionalbischöfliche Predigtkirche ist. Im Sprengel leben nicht ganz 300.000 Gemeindeglieder in 155 Kirchen- und Kapellengemeinden. Als Nachfolgerin von Regionalbischof Detlef Klahr, der im August 2023 in den Ruhestand trat, trat Sabine Schiermeyer das Amt im Februar 2024 an. Sie gehört zum Bischofsrat der Landeskirche Hannovers, der erstmals mit vier Frauen und zwei Männern besetzt ist.
Sabine Schiermeyer ist verheiratet und Mutter von drei Kindern.